# Litauische Fußballnationalmannschaft (U-18-Junioren)
Die litauische Fußballnationalmannschaft der U-18-Junioren ist die Auswahl litauischer Fußballspieler der Altersklasse U-18. Sie repräsentiert die Lietuvos futbolo federacija auf internationaler Ebene, beispielsweise in Freundschaftsspielen gegen die Auswahlmannschaften anderer nationaler Verbände, aber auch bei der in dieser Altersklasse ausgetragenen Europameisterschaft.

## Teilnahme an Turnieren und U-18-Meisterschaften
- 1998: 8. Platz bei der U18-Europameisterschaft
- 2014: 1. Platz beim „Palangos Juzės“-Turnier[1]
- 2016: 8. Platz beim „Development Cup“-Turnier in Minsk[2]